# Parasmittina papulata
Parasmittina papulata är en mossdjursart som beskrevs av Harmer 1957. Parasmittina papulata ingår i släktet Parasmittina och familjen Smittinidae. Inga underarter finns listade i Catalogue of Life.